# Mollemeta edwardsi
Mollemeta edwardsi är en spindelart som först beskrevs av Simon 1904.  Mollemeta edwardsi ingår i släktet Mollemeta och familjen käkspindlar. Inga underarter finns listade i Catalogue of Life.